# Seznam tesaříkovitých v Česku
Seznam tesaříkovitých v Česku uvádí brouky čeledi tesaříkovitých (Cerambycidae) nalezené na území České republiky.

## PodčeleďPrioninae

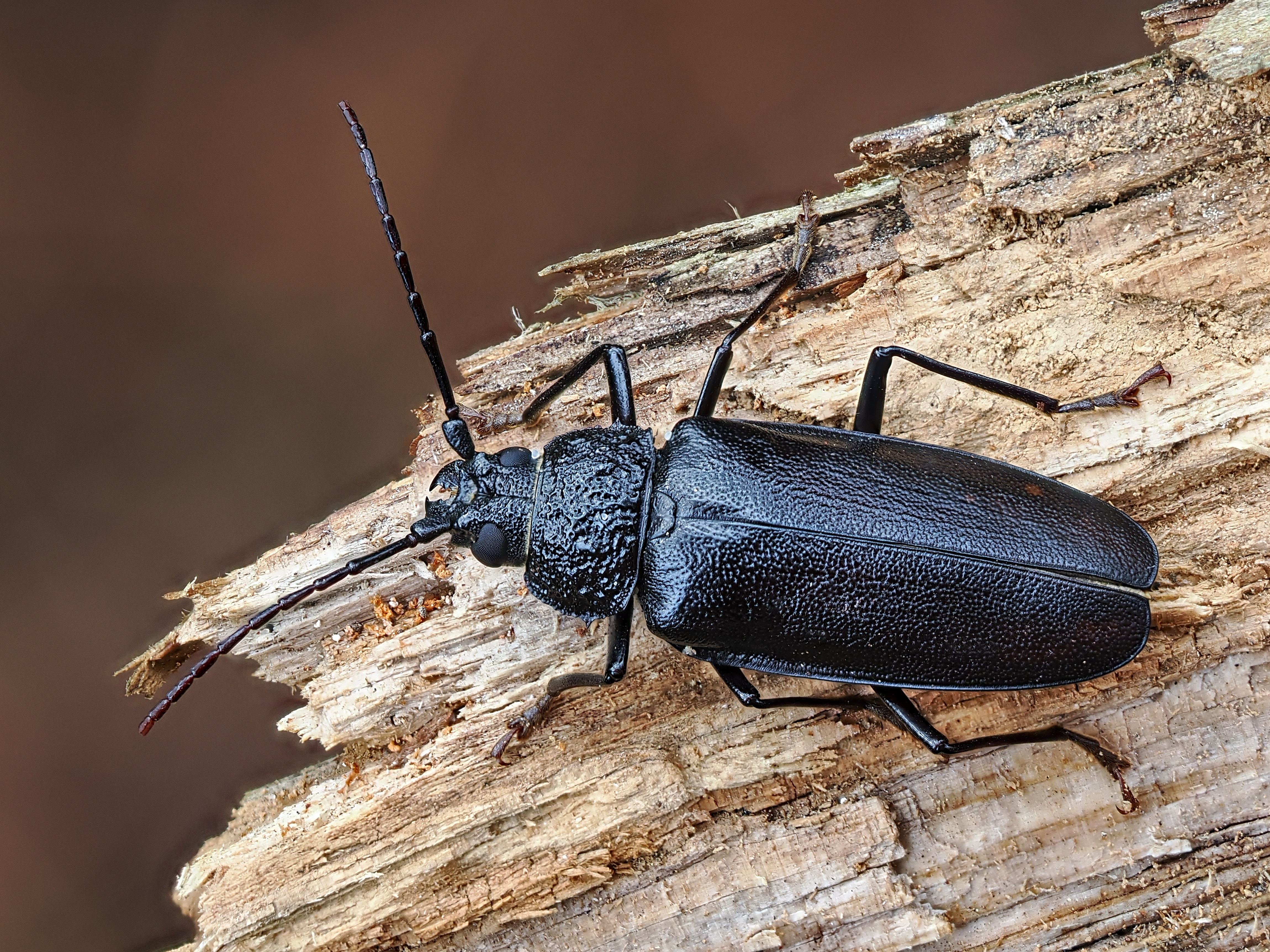
Tesařík zavalitý

### TribusCallipogonini
- Ergates faber – tesařík zavalitý

### TribusPrionini
- Prionus coriarius – tesařík piluna

### TribusMeroscelisini
- Tragosoma depsarium – trnoštítec horský

### TribusAegosomatini
- Aegosoma scabricorne – tesařík drsnorohý

## PodčeleďLepturinae

### TribusRhagiini
- Oxymirus cursor
- Rhamnusium bicolor
- Rhagium bifasciatum – kousavec dvoupáskovaný
- Rhagium inquisitor – kousavec korový
- Rhagium mordax – kousavec hlodavý
- Rhagium sycophanta – kousavec páskovaný
- Stenocorus meridianus
- Stenocorus quercus
- Acmaeops marginata
- Acmaeops pratensis
- Acmaeops septentrionis
- Akimerus schaefferi – tesařík Schafferův
- Dinoptera collaris – tesařík červenoštítý
- Evodinus clathratus
- Pachyta quadrimaculata
- Brachyta interrogationis
- Pidonia lurida
- Gaurotes virginea – tesařík panenský

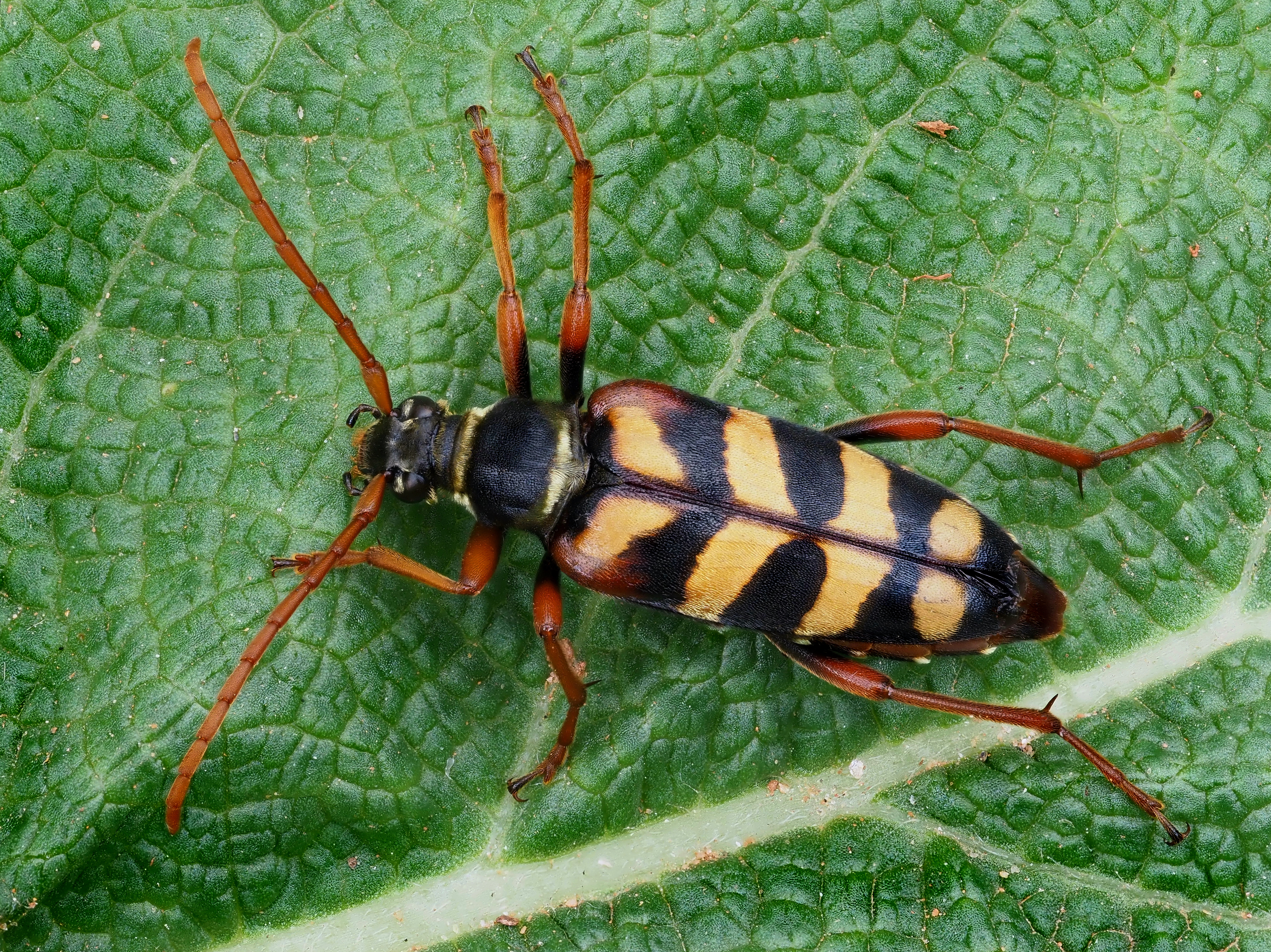
Tesařík páskovaný

### TribusLepturini
- Cortodera villosa (v Česku zřejmě vymizel[7])
- Grammoptera abdominalis
- Grammoptera ruficornis
- Grammoptera ustulata
- Cornumutila lineata
- Nivellia sanguinosa
- Pedostrangalia revestita
- Leptura annularis
- Leptura aethiops – tesařík tmavý
- Leptura aurulenta – tesařík páskovaný
- Leptura quadrifasciata – tesařík čtveropásý
- Lepturobosca virens – tesařík zelenavý
- Anastrangalia dubia
- Anastrangalia reyi
- Anastrangalia sanguinolenta
- Stictoleptura rubra – tesařík obecný
- Stictoleptura cordigera
- Stictoleptura erythroptera
- Stictoleptura scutellata – tesařík žlutoštítý
- Paracorymbia maculicornis
- Paracorymbia fulva – tesařík červenokrový
- Paracorymbia tesserula
- Pedostrangalia pubescens
- Pedostrangalia revestita
- Alosterna tabacicolor
- Pseudovadonia livida
- Anoplodera sexguttata
- Anoplodera rufipes – tesařík rudonohý
- Judolia cerambyciformis – tesařík tesaříkovitý
- Judolia erratica
- Judolia sexmaculata
- Strangalia attenuata
- Rutpela maculata – tesařík ozbrojený
- Stenurella melanura – tesařík černošpičký
- Stenurella nigra – tesařík černý
- Strangalia attenuata
- Vadonia unipunctata

### TribusNecydalini
- Necydalis ulmi
- Necydalis major – polokrovečník větší

## PodčeleďSpondylidinae

### TribusSaphanini

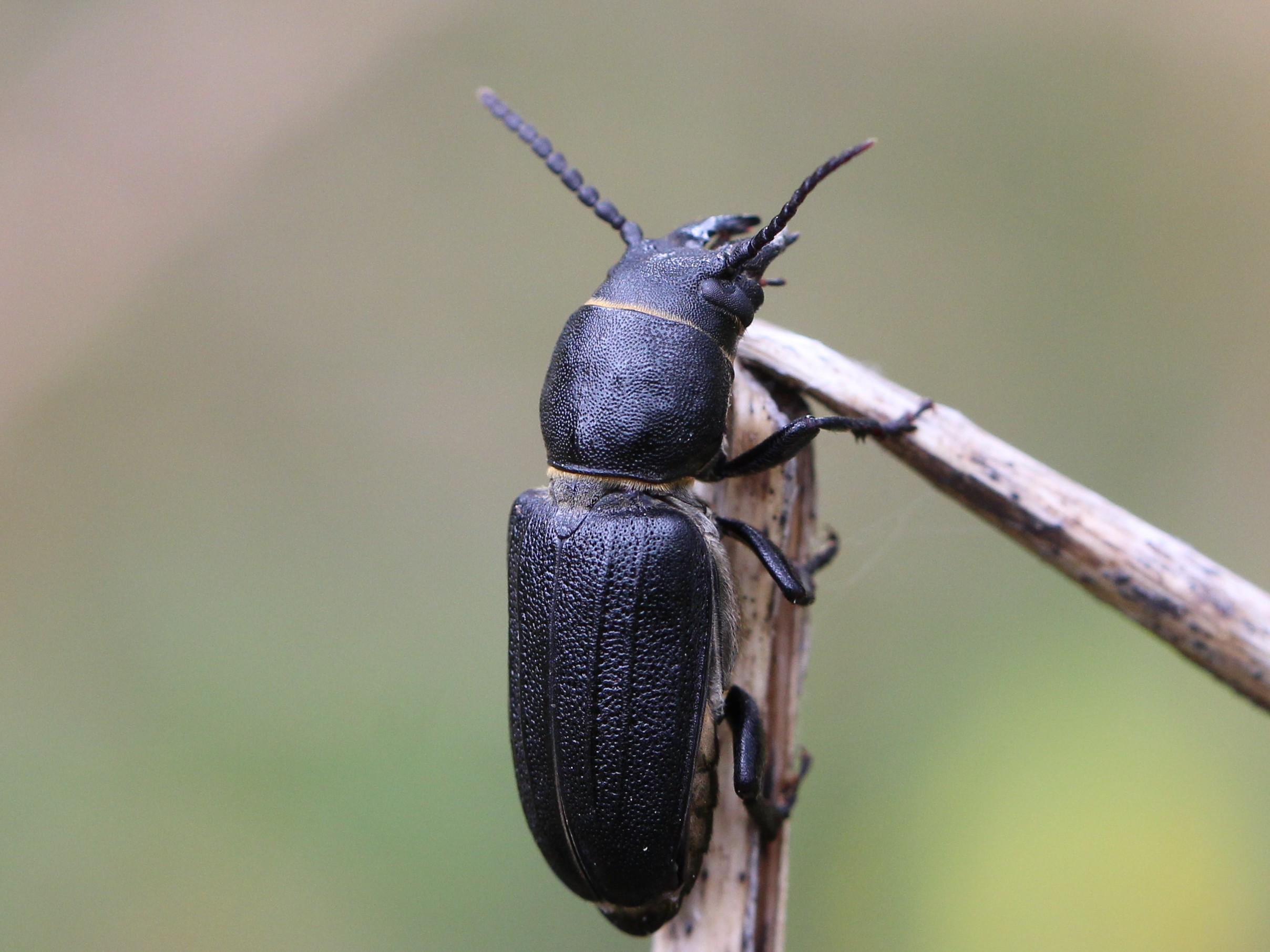
Tesařík borový

- Saphanus piceus

### TribusAnisarthrini
- Anisarthron barbipes – huňatoštítník rudonohý

### TribusAsemini
- Asemum striatum – tesařík pruhovaný
- Tetropium castaneum – tesařík smrkový
- Tetropium gabrieli – tesařík modřínový
- Tetropium fuscum – tesařík šedohnědý
- Arhopalus ferus
- Arhopalus rusticus – tesařík hnědý
- Nothorhina muricata

### TribusSpondylidini
- Spondylis buprestoides – tesařík borový

## PodčeleďCerambycinae

### TribusHesperophanini
- Trichoferus pallidus
- Trichoferus campestris

### TribusPhoracanthini
- Cordylomera spinicornis (nepůvodní)

### TribusCerambycini
- Cerambyx cerdo – tesařík obrovský
- Cerambyx scopolii – tesařík bukový
- Cerambyx miles

### TribusGraciliini
- Gracilia minuta
- Axinopalpis gracilis

### TribusObriini
- Obrium brunneum
- Obrium cantharinum
- Stenhomalus bicolor

### TribusDeilini
- Deilus fugax

### TribusStenopterini
- Stenopterus flavicornis
- Stenopterus rufus – tesařík rudokrový
- Callimus angulatus

### TribusPsebiini

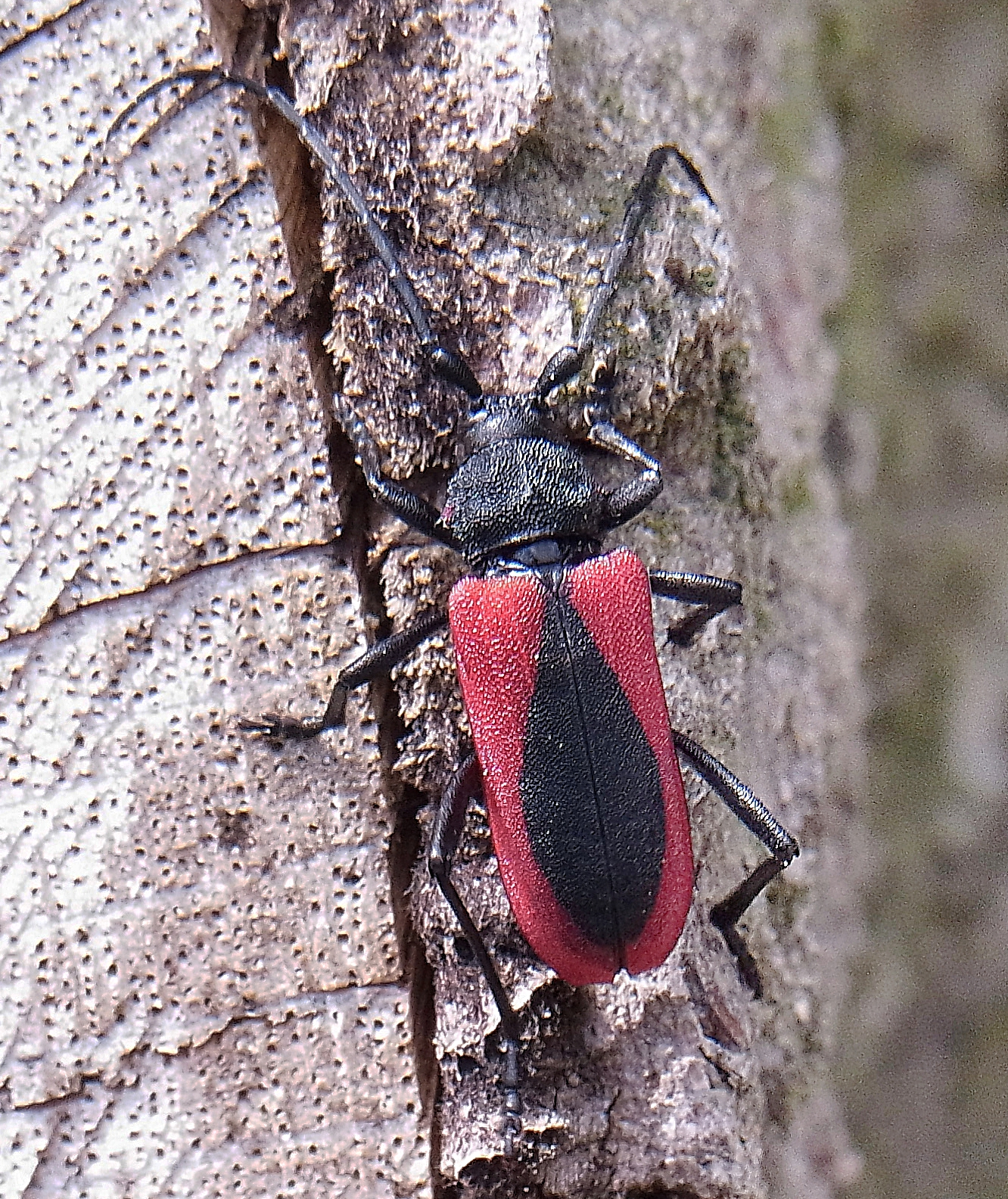
Tesařík broskvoňový

- Nathrius brevipennis

### TribusMolorchini
- Molorchus minor – polokrovečník menší
- Molorchus umbellatarum
- Molorchus marmottani
- Molorchus kiesenwetteri
- Molorchus schmidti

### TribusPurpuricenini
- Purpuricenus kaehleri – tesařík broskvoňový
- Purpuricenus globulicollis

### TribusCallichromatini
- Aromia moschata – tesařík pižmový

### TribusCompsocerini
- Rosalia alpina – tesařík alpský

### TribusCallidiini
- Hylotrupes bajulus – tesařík krovový
- Pronocera augusta
- Leioderes kollari
- Semanotus undatus
- Semanotus russicus
- Ropalopus ungaricus – tesařík javorový
- Ropalopus clavipes
- Ropalopus femoratus
- Ropalopus varini
- Ropalopus macropus
- Callidium violaceum – tesařík fialový
- Palaeocallidium coriaceum – hladkoštítník hnědokrový
- Callidium aeneum – tesařík kovový
- Pyrrhidium sanguineum – tesařík rudý
- Phymatodes testaceus – tesařík skladištní

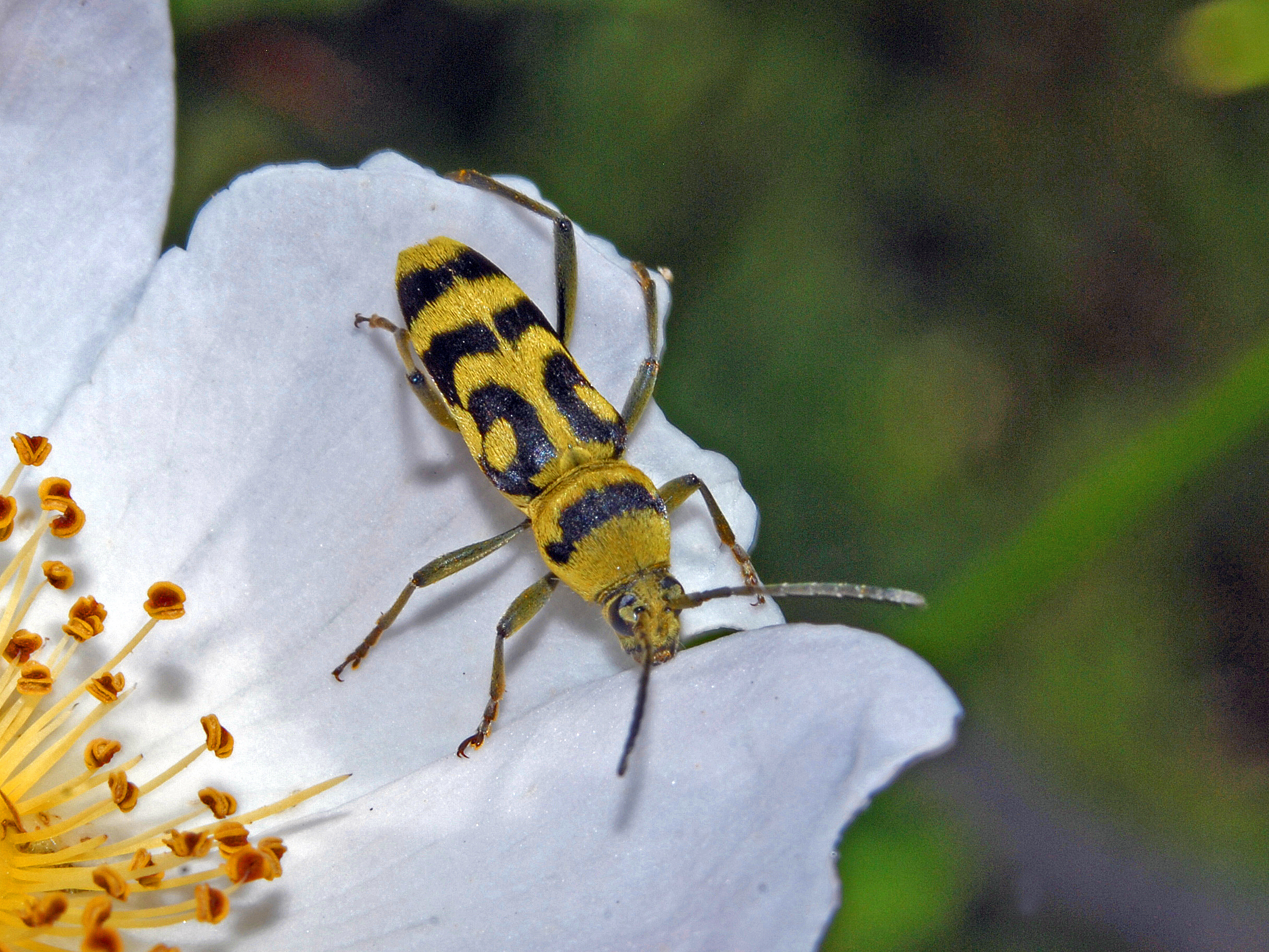
Chlorophorus varius

- Phymatodes pusillus
- Phymatodes glabratus
- Phymatodes lividus
- Phymatodes rufipes
- Phymatodes fasciatus
- Poecilium alni

### TribusClytini
- Clytus arietis – kuloštítník beraní
- Clytus tropicus
- Clytus lama – kuloštítník úzký
- Plagionotus arcuatus – tesařík dubový
- Plagionotus detrius – tesařík dubinový
- Plagionotus floralis
- Isotomus speciosus
- Chlorophorus varius
- Chlorophorus herbstii – tesařík Herbstův
- Chlorophorus hungaricus – tesařík maďarský
- Chlorophorus sartor
- Cyrtoclytus capra (v Česku zřejmě vymizel[7])
- Xylotrechus arvicola
- Xylotrechus antilope
- Xylotrechus capricornus
- Xylotrechus rusticus – tesařík pestrý
- Xylotrechus pantherinus

### TribusAnaglyptini
- Anaglyptus mysticus – kuloštítník temný

## PodčeleďLamiinae

### TribusMesosini
- Mesosa nebulosa
- Mesosa curculionoides – kozlíček zdobený

### TribusAgapanthiini
- Agapanthia villosoviridescens
- Agapanthia kirbyi
- Agapanthia dahli
- Agapanthia boeberi
- Agapanthia cardui
- Agapanthia violacea
- Agapanthia osmanlis
- Agapanthia intermedia
- Calamobius filum
- Agapanthiola leucaspis

### TribusLamiini
- Anoplophora glabripennis (nepůvodní)
- Anoplophora malasiaca (nepůvodní)
- Lamia textor – kozlíček vrbový
- Monochamus saltuarius
- Monochamus galloprovincialis – kozlíček sosnový
- Monochamus sutor – kozlíček smrkový
- Monochamus sartor – kozlíček hvozdník

### TribusPhrissomini

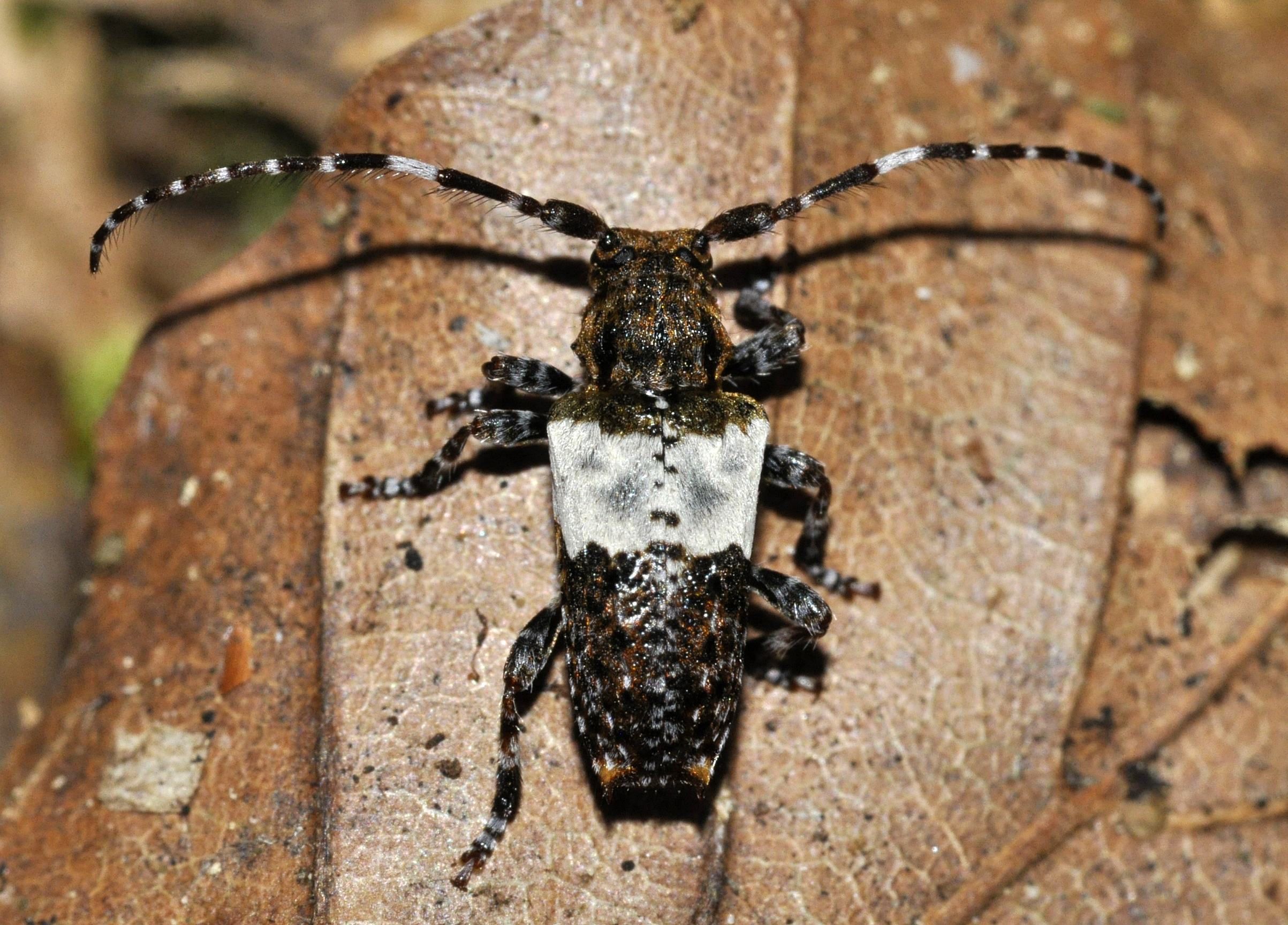
Pogonocherus hispidulus

- Morimus asper
- Morimus funereus

### TribusDorcadionini
- Dorcadion fulvum – kozlíček hnědý
- Dorcadion aethiops – Kozlíček černý
- Dorcadion pedestre – kozlíček písečný
- Dorcadion scopolii – kozlíček proužkovaný

### TribusPogonocherini
- Pogonocherus fasciculatus – tesařík přeslenový
- Pogonocherus hispidulus
- Pogonocherus hispidus
- Pogonocherus decoratus
- Pogonocherus ovatus

### TribusDesmiphorini
- Stenidea genei
- Anaesthetis testacea

### TribusAcanthocinini
- Acanthocinus aedilis – kozlíček dazule
- Acanthocinus reticulatus – kozlíček mřížkovaný
- Acanthocinus griseus
- Leiopus nebulosus – kozlíček skvrnitý
- Leiopus punctulatus
- Exocentrus adspersus
- Exocentrus punctipennis
- Exocentrus lusitanus
- Exocentrus stierlini

### TribusAcanthoderini
- Oplosia cinerea
- Aegomorphus clavipes

### TribusTetraopiini
- Tetrops praeustus
- Tetrops gilvipes
- Tetrops starkii

### TribusSaperdini
- Saperda carcharias – kozlíček topolový
- Saperda similis
- Saperda perforata
- Saperda punctata – kozlíček jilmový
- Saperda octopunctata
- Saperda populnea – kozlíček osikový
- Saperda scalaris – kozlíček mramorový
- Stenostola dubia
- Stenostola ferrea

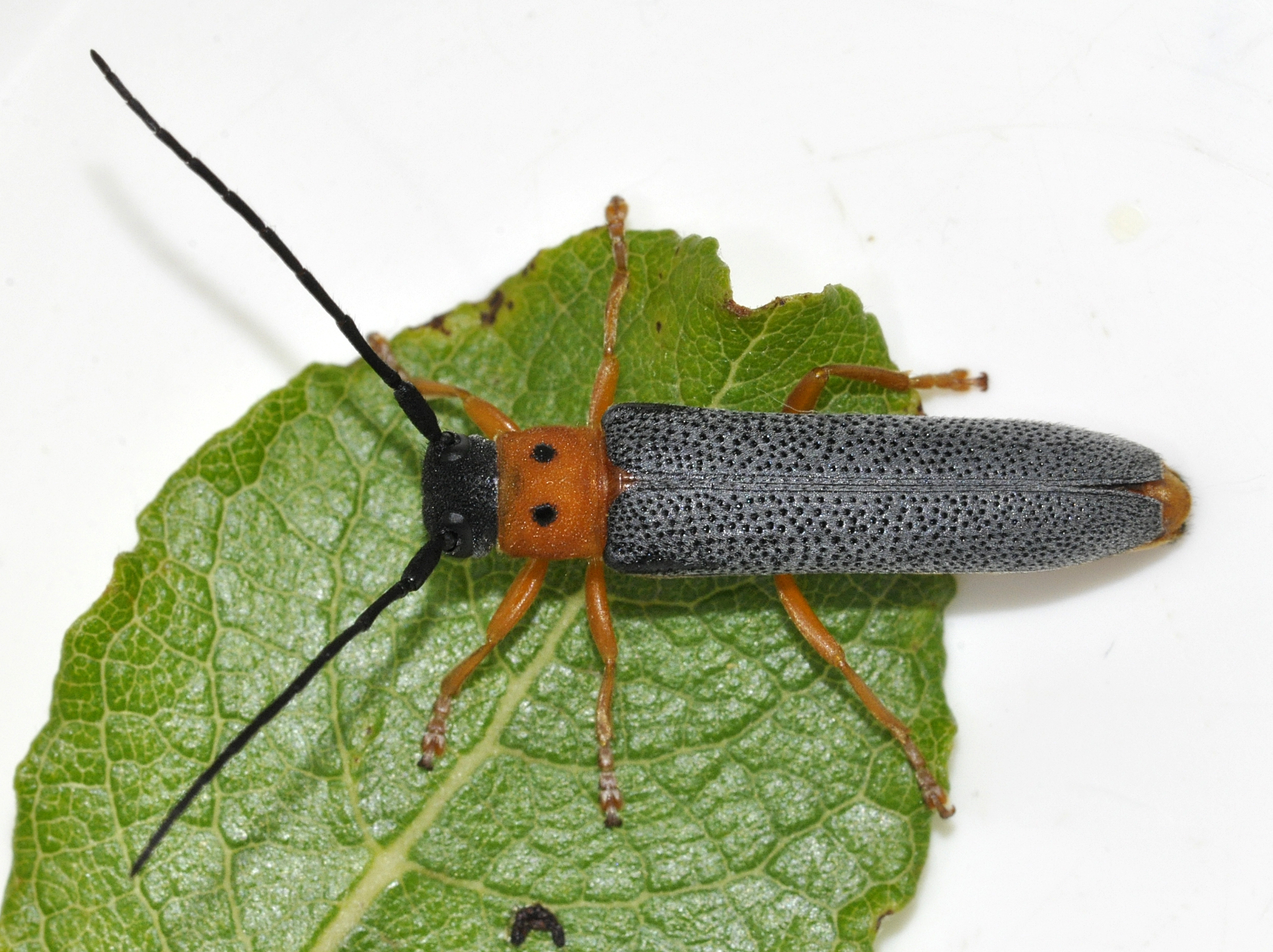
Kozlíček dvojtečný

- Menesia bipunctata Kozlíček dvojtečnýOberea oculata – kozlíček dvojtečný
- Oberea pupillata
- Oberea euphorbiae
- Oberea erythrocephala
- Oberea histrionis
- Phytoecia scutellata
- Phytoecia affinis
- Phytoecia argus
- Phytoecia cylindrica – kozlíček bolševníkový
- Phytoecia nigricornis
- Phytoecia icterica – kozlíček mrkvový
- Phytoecia caerulea
- Phytoecia pustulata
- Phytoecia virgula
- Phytoecia caerulescens – kozlíček kovolesklý
- Phytoecia molybdaena (v Česku zřejmě vymizel[7])
- Phytoecia uncinata